# Camptoptera clavata
Camptoptera clavata är en stekelart som beskrevs av Léon Abel Provancher 1888. Camptoptera clavata ingår i släktet Camptoptera och familjen dvärgsteklar. Inga underarter finns listade.